# Direito visigótico

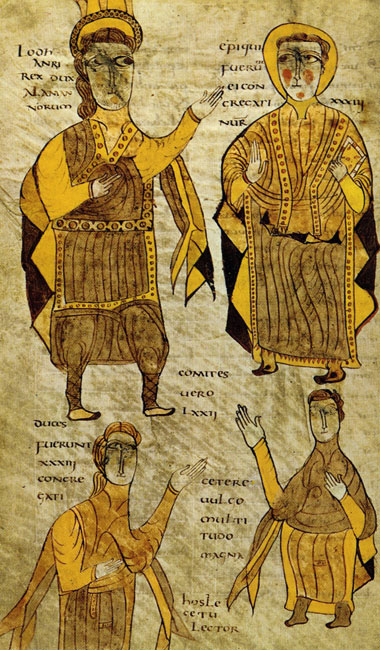
O rei Lodhanri, um bispo, um duque e um conde, imagem do Breviário de Alarico ou Lex Romana Visigothorum, compilação de leis romanas do Reino Visigodo de Tolosa sob Alarico II (487-507 d.C.).

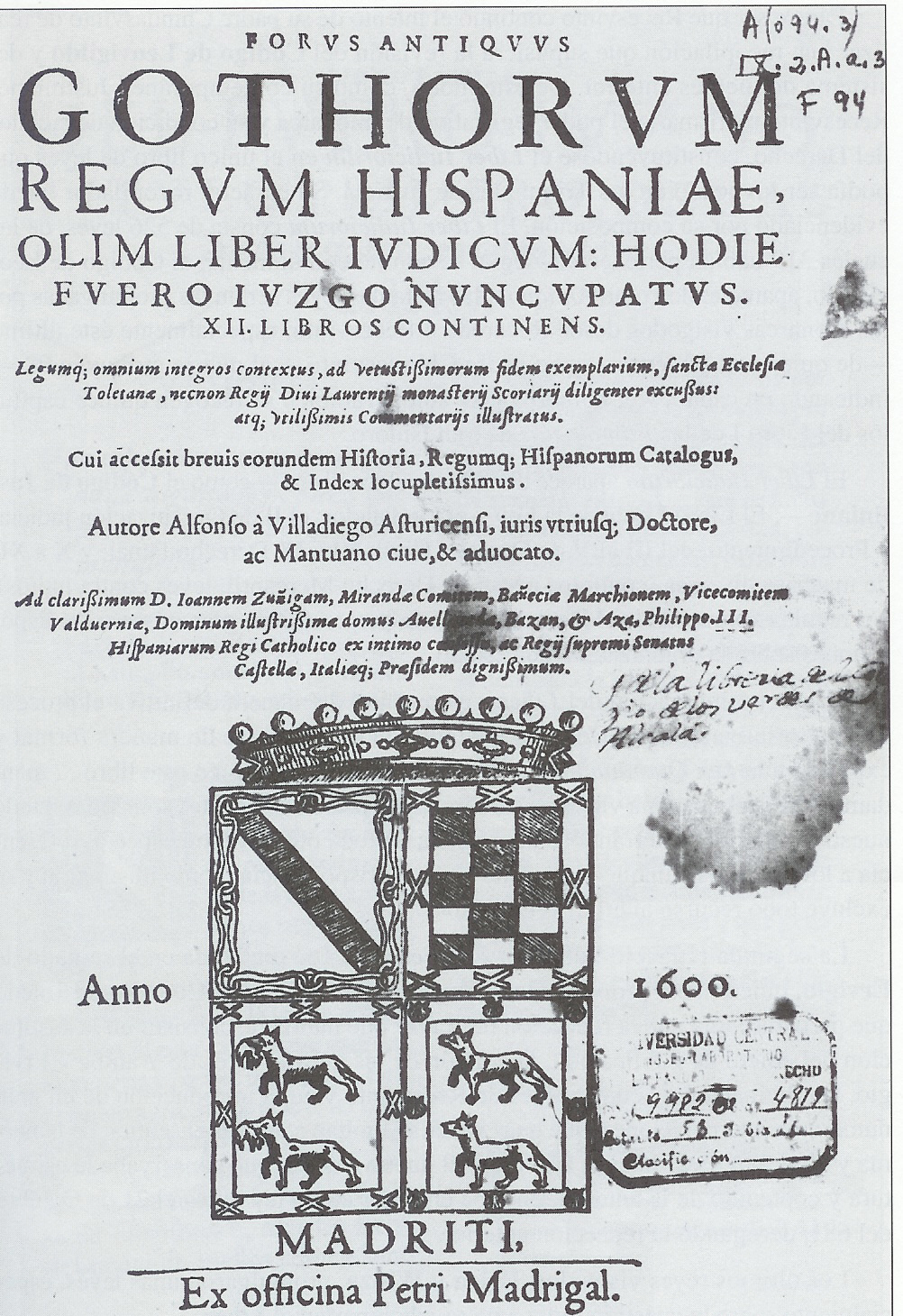
Capa de uma edição do Liber Iudiciorum do ano 1600.

De origem consuetudinária, o direito visigótico ou visigodo foi o mais intelectualizado ramo do direito germânico, com forte influência do direito romano. Foi o primeiro da família a ser escrito.
A primeira obra de compilação, o Código de Eurico, de ca. 476 d.C., foi mista (nela trabalharam juristas de formação romana). Foi elaborado para dirimir as controvérsias entre Visigodos e hispano e galo-romanos. Neste código se tratou, pela primeira vez, dos bucelários (homens livres, semelhantes aos clientes romanos, adjuntos a uma família poderosa que os patrocinava ou sustentava, a troco de serviços, principalmente militares). Parte dos originais (60 de 350 capítulos) se encontra na Biblioteca Nacional de Paris.
A maior codificação dos Visigodos, todavia, não contém direito visigodo: foi o Breviário de Alarico II, de 506 d.C., ou Lex Romana Wisigothorum (ou Breviarium Aniani, em honra a seu chanceler), uma seleção, com interpretação, de textos de leges (Constituições Imperiais dos códigos Gregoriano, Hermogeniano e Teodosiano) e de iura (fragmentos de Gaio e Paulo).
Recaredo I (572-586) esforça-se pela unificação dos dois povos (godo-ariano e romano-católico), abolindo a proibição do matrimônio entre visigodos e romanos.
Recaredo I, finalmente, se converte para o catolicismo, fazendo de Toledo a capital em 589 d.C.
Mas a dualidade de direitos (segundo o princípio da personalidade das leis) foi superada somente pela ab-rogação da Lex Romana Wisigothorum e pela redação, em 654 d.C., da Lex Wisigothorum de Recesvinto (653-672), (ou Código Visigótico, ou Liber Iudiciorum, ou Liber Iudicum, ou Forum Iudicum, que será mais tarde conhecido como Fuero Juzgo). O seu nome revelava a sua finalidade: servir para a prática forense, dos juízes.
O Código Visigótico apresentava enorme influência da tradição romana, inclusive na forma: em doze livros como o Código de Justiniano. Foi aprovado pelo VIII Concílio de Toledo, demonstrando a importância da participação da Igreja na legitimação do direito. Este costume dos reis godos, são os gérmens das futuras Cortes Gerais na Espanha ou dos Estados Gerais na França. O Fuero Juzgo, ao lado dos costumes municipais, são as principais fontes do direito por muitos séculos.
O Código Visigótico contém 324 leis de Leovigildo, três de Recaredo, 99 de Quindasvinto e 87 de Recesvinto. Dele há uma cópia na Biblioteca Nacional em Paris e outra no Vaticano. Permaneceu em vigor até à edição da Lei das Sete Partidas por Afonso X, o Sábio (v. item 2.1.B. abaixo).